# 다케다씨
다케다씨(일본어: 武田氏 たけだし[*])는 일본의 씨족으로 무가(武家) ・ 사족(士族)이었던 집안이다.
본성은 미나모토(源)로 세이와 겐지(清和源氏)의 한 유파인 가와치 겐지(河内源氏)의 일문이며, 미나모토노 요시미쓰(源義光)를 시조(파조)로 하는 가이 겐지(甲斐源氏)의 종가(宗家)로, 주로 헤이안 시대(平安時代) 말기에서 센고쿠 시대(戦国時代)에 걸쳐 활동하며 번영하였다.
무가로써 가마쿠라 막부(鎌倉幕府)의 유력 고케닌(御家人)이자 무로마치 막부(室町幕府)의 슈고 다이묘(守護大名)를 거쳐, 센고쿠 시대에는 센고쿠 다이묘(戦国大名)로 화하였다. 특히 다케다 하루노부(武田晴信, 다케다 신겐) 시절에 일본 중부 지방에서 영지를 확장하며 중앙의 오다-도쿠가와 세력에 대항하였다. 그러나 신겐의 아들 가쓰요리(勝頼)의 대인 1582년에 오와리의 오다 노부나가(織田信長)에 의해 멸망하여 종가는 멸문되고, 에도 시대(江戸時代)에는 서류 집안인 고가 다케다씨 등만이 남아 있었다. 메이지 유신(明治維新) 이후에는 사족이 되었다.
아키 국(安芸国) ・ 와카사 국(若狭国)에 그 분파된 집안이 있었고, 가즈사 국(上総国) 등에도 서류 집안이 있었는데, 모두 집안의 돌림자로써 「노부」(信, のぶ)를 사용하였다. 고대 일본의 구니노 미야쓰코(国造)인 다케다노 오미(武田臣, 황별)의 후예가 가와치 겐지 요시미쓰류의 도료와 혼인하였다는 설도 전해진다.
요시미쓰의 아버지 미나모토노 요리요시(源頼義)가 고레이제이 덴노(後冷泉天皇)에게서 하사받았다는 깃발 미하타(御旗, 일장기)와 갑옷(오오요로이) 다테나시(楯無)가 가보로 전해지고 있다.

## 시조 미나모토노 요시미쓰로부터 가이 토착까지
다케다 씨의 시조는 후세의 당주로부터 가와치 국(河内国) 쓰보이(壷井, 지금의 일본 오사카부 하비키노시 쓰보이)를 본거지로 삼았던 가와치 겐지(河内源氏)의 도료(棟梁) ・ 미나모토노 요리요시(源頼義)의 셋째 아들 미나모토노 요시미쓰(源義光, 신라사부로 요시미쓰)로 모셔졌다. 가와치 겐지를 칭한 미나모토노 요리노부(源頼信)는 조겐(長元) 2년(1029년) 가이노카미(甲斐守)로 임관했고, 요리요시-요시미쓰 부자로 이어졌다. 요리요시의 대까지는 교토에 머무르며 현지에는 가지 않았던 것으로 보이지만, 요시미쓰는 처음으로 가이의 부임지에 실제 발을 들였고 나아가 그곳에 토착하기까지 한 인물로 여겨지며, 일본 야마나시현(山梨県)의 호쿠토 시(北杜市) 스고 정(須玉町)의 와카미코(若神子)에 있는 와카미코 성이 가이에서 요시미쓰가 머무른 곳이라는 전승이 있다. 1981년의 발굴조사에서 유물들이 확인되기는 했지만 이곳이 요시미쓰가 머물렀던 곳임을 확정할 수 있는 증거는 발견되지 않았으며, 또한 고대 가이에서 고쿠가(国衙) 즉 관아는 야시로 군(八代郡)에 있었다는 점에서 요시미쓰가 정말 가이에 왔었는가를 의문시하는 목소리도 있다. 또한 요시미쓰의 가이노카미 임관에 대해서는 부정적인 의견도 있다(秋山敬 등).
현재는 시다 준이치(志田諄一)가 1968년 『가쓰다 시사』(勝田市史)에서 제창한, 요시미쓰의 아들로 다케다 가쟈(武田冠者)라 불린 미나모토노 요시키요(源義清)가 히타치 국(常陸国)의 나카 군(那珂郡) 다케다 향(武田郷, 일본 이바라키현 히타치나카시 다케다)을 본관(本貫)으로 하여 다케다라는 성을 칭한 것에서 발상했다는 설이 정설로 지지를 받고 있다. 다이지(大治) 5년(1130년) 요시키요의 적남인 기요미쓰(清光)의 낭자한 행위가 원인이 되어 부자는 히타치로 쫓겨났는데, 가이 국 고마 군(巨摩郡) 이치카와 장(市河荘, 야마나시 현 니시야시로 군 이치카와미사토 정)에 유배되었다고 한다. 다른 배류지로는 야마나시 현의 나카코마 군(中巨摩郡) 쇼와 정(昭和町) 사이조(西条)에 해당한다는 설도 있다.
요시키요 부자는 야쓰가타케(八ヶ岳) 산기슭의 에미 장(逸見荘)으로 진출하였고, 기요미쓰는 에미를 성으로 써서 에미노 가쟈(逸見冠者)라는 이름을 썼다. 그 뒤 요시키요의 손자 노부요시(信義)는 원복(元服)에 즈음해 다케다 하치만구(武田八幡宮)에서 할아버지 요시키요가 썼던 다케다 성을 회복했고, 가이 국 고마 군의 다케다(武田, 야마나시 현 니라사키 시 일대)를 근거지로 삼았다. 이로부터 다케다 씨의 초대가 되었다.
노부요시는 가마쿠라 시대(鎌倉時代)에는 고케닌(御家人)이 되어 스루가슈고(駿河守護)로 임명되었고 그의 아들 노부미쓰(信光)는 가이와 아키(安芸)의 슈고를 맡기도 하는 등, 다케다 씨가 가이 ・ 아키에서 번영을 누리는 기초를 쌓았다.

## 가이 다케다 씨(甲斐武田氏)

### 지쇼-주에이의 난에서의 활동
가이 다케다 씨는 세이와 겐지(清和源氏)의 가와치 겐지 계통의 가이 겐지의 종가이다. 4대 다케다 노부요시(武田信義, 미나모토노 노부요시)는 지쇼(治承) 4년(1180년) 4월에 모치히토 왕(以仁王)으로부터 헤이케 타도를 명령하는 영지(令旨)를 받고 가이 겐지 일족을 거느리고 거병했다. 가이 겐지는 지쇼 4년 10월 20일 후지 강 전투(富士川の戦い)에서 주력이 되어 승리하였고, 이즈(伊豆)의 미나모토노 요리토모(源頼朝)로부터 다케다 노부요시가 스루가의 슈고로, 같은 가이 겐지인 야스다 요시사다(安田義定)가 도토미(遠江)의 슈고로 보임되었다(『아즈마카가미』).
그러나 지쇼-주에이의 난에서 가이 겐지 일족은 『아즈마카가미』 이외의 기록 사료를 총합해 볼 때 요리토모의 산하로써뿐 아니라 독자적인 세력을 지니고 있었던 것으로 보이며, 요리토모로부터의 스루가 슈고 보임이라는 것도 패주하는 헤이케측을 추토한 노부요시 ・ 요시사다 등이 슨엔(駿遠) 지방을 점거한 뒤 가이 겐지의 전공을 요리토모가 추인한 것으로 여겨진다.
그 뒤 그 세력을 경계한 요리토모로부터 숙청을 당해 노부요시는 실각했고, 그의 동생 및 아들 대부분이 죽음에 이르게 된다. 노부요시의 다섯째 아들 노부미쓰(信光)만이 요리토모로부터 신임을 얻어 가이 국 슈고로 임명되었고, 니라사키(韮崎)에서 다케다 씨의 적류가 되었다. 노부미쓰는 조큐(承久) 3년(1221년)의 조큐의 난(承久の乱)에서도 전공을 세웠고, 아키 국의 슈고직에 임명되어 아키 다케다 씨(安芸武田氏)의 시조가 되었다. 노부미쓰의 아들인 노부마사(信政)의 아들 대에 집안의 계통은 둘로 나뉘어서 마사쓰나(政綱)가 가이를, 노부토키(信時)가 아키를 각각 이어받았다.

### 가마쿠라 시대
가마쿠라 시대(鎌倉時代) 후기에 다케다 씨를 대신해 니카이도 씨(二階堂氏)가 가이 슈고로써 확인된다. 그 뒤 이사와 류(石和流) 다케다 씨의 마사요시(政義)가 가이 슈고가 되었다. 마사요시는 겐코(元弘) 원년(1331년) 고다이고 덴노(後醍醐天皇)가 가마쿠라 막부 타도를 목적으로 거병한 겐코의 난(元弘の乱)에서 막부측을 따라 가사기 산(笠置山)을 공격하였고, 훗날 막부 타도 세력에 가담하여 막부 멸망 뒤에는 겐무 신정(建武新政)에도 참가하였다. 또한 겐무(建武) 2년(1335년)에 호조 도키유키(北条時行) 등이 가마쿠라 막부 부활을 목적으로 일으킨 나카센다이의 난(中先代の乱)에도 참가하였다.

### 난보쿠초에서 무로마치로
그 뒤 난보쿠초 시대(南北朝時代)에는 아키 슈고였던 노부토키류(信時流) 다케다 씨의 다케다 노부타케(武田信武)가 북조(北朝)의 아시카가 타카우지(足利尊氏)에 속하여 각지에서 전공을 세웠고, 간노(観応) 연간에는 남조(南朝)의 마사요시(政義)를 排して 가이 국 슈고가 되었다. 노부타케의 자손인 노부나리(信成) ・ 노부하루(信春) 부자도 가이 슈고를 계승한 것으로 보이는데, 이론도 존재한다(자세한 것은 아키 다케다 가 기사를 참고하시오).
노부타케의 아들 대에서 다케다 씨의 총령가(惣領家)는 세 집안으로 분파되었다. 가이 다케다 가(甲斐武田家) ・ 아키 다케다 가(安芸武田家) ・ 교토 다케다 가(京都武田家)가 그것이다.
가이 국은 가마쿠라 부(鎌倉府) 관할이었는데 무로마치 시대인 오에이(応永) 23년(1416년)에 가마쿠라 부에서 간토 간레이(関東管領) 우에스기 우지노리(上杉氏憲, 젠슈禅秀)가 가마쿠라 구보(鎌倉公方) 아시카가 모치우지(足利持氏)에 반기를 들고 우에스기 젠슈의 난(上杉禅秀の乱)을 일으켰다. 다케다 노부하루의 아들 다케다 노부미쓰(武田信満)는 가이 슈고를 이어받고 있었는데, 사위에 해당하는 젠슈의 아군이 되었으나 막부의 개입으로 젠슈는 멸망하였고, 노부미쓰는 가마쿠라 부의 토벌로 자결하였다.
이로 인해 가이는 슈고가 부재한 상태가 되었고, 가이의 고쿠진(国人)인 에미 씨(逸見氏)가 가마쿠라 구보 아시카가 모치우지의 지지를 얻어 슈고직을 구하며 대두하였다. 한편으로 무로마치 막부에서는 고야 산(高野山)에서 출가한 노부미쓰의 동생 다케다 노부모토(武田信元)를 환속시키고 시나노슈고(信濃守護) ・ 오가사와라 씨(小笠原氏) 등에게 그를 조력케 하여 가이로 파견하였다. 제6대 쇼군(将軍) ・ 아시카가 요시노리(足利義教)의 무렵에는 에이쿄의 난(永享の乱)으로 가마쿠라 부가 쇠망하고 노부모토 사후에는 노부미쓰의 아들 다케다 노부시게(武田信重)가 똑같이 막부의 지원을 얻어 가이로 파견되고, 유키 합전(結城合戦)에서 공적을 세워 재흥의 계기를 마련했다.

### 센고쿠 시대
노부시게의 복귀 이후에도 가이 국내의 유력 고쿠진이나 슈고다이(守護代) 아토베 씨(跡部氏) 집안의 전횡이나 일족의 내분, 주변 지역으로부터의 침공으로 골치를 앓았는데, 16대 노부마사(信昌)의 대에 아토베 씨를 배척하여 가신단의 통제를 행하고 가이 국내 안정화를 지향하였으나, 후계자 문제를 둘러싸고 다시금 내란이 벌어졌다.
18대 노부토라(信虎)의 대에는 가이 국내가 거의 통일되어 고후(甲府)에 躑躅ヶ崎館이 세워졌다. 또한 적극적으로 이웃 시나노(信濃)로의 침공을 벌여 집안의 세를 확대하였다. 19대 하루노부(晴信), 유명한 다케다 신겐(武田信玄)의 대에 다이묘(大名)의 권력으로 치수(治水)나 금산(金山) 즉 금광 개발 사업 등을 벌여 령국 정비를 행하고 시나노로 령국을 확대해 나갔다. 신겐은 이웃한 스루가의 이마가와 씨(今川氏), 사가미의 호조 씨(北条氏)와 동맹을 맺어 후환을 없앤 다음 시나노에 대한 침공을 벌여서 북부 시나노 지역의 영유를 놓고 에치고(越後)의 나가오 가게토라(長尾景虎), 유명한 우에스기 겐신(上杉謙信)과 충돌을 벌였다. 가와나카지마 전투(川中島の戦い)이다. 이마가와 씨가 쇠퇴한 뒤에는 적남 요시노부(義信)를 할복으로 몰아가고(요시노부 사건) 동맹을 파기하여 스루가로 침공하였다.
겐키(元亀) 3년(1572년) 미카와의 도쿠가와 이에야스(徳川家康)와의 전투로 서상(西上) 작전이 개시되는데, 도중에 무로마치 막부 제15대 쇼군 ・ 아시카가 요시아키(足利義昭)의 요청에 응하여 교토 상경전으로 돌아섰다. 그러나 그 직후 신겐이 병사하면서 다케다군은 가이 국으로 물러났다.
최전성기에 가이 ・ 시나노 ・ 스루가 및 고즈케 국(上野国) ・ 도토미 국 ・ 미카와 국(三河国) ・ 미노 국(美濃国) ・ 히다 국(飛騨国) ・ 엣추 국(越中国)의 일부까지 9개 구니(国)에 이르는 120만 석의 영토를 거느렸다. 다케다 가쓰요리(武田勝頼)의 대에는 미노로 진출하여 영토를 더욱 넓히는 한편으로 서서히 집안의 장악력이 줄어들어, 덴쇼(天正) 3년(1575년) 나가시노 전투(長篠の戦い)에서 패배, 신겐 대부터 집안을 보좌한 중신들을 잃고 삽시간에 쇠퇴, 덴쇼 10년(1582년) 오다 노부나가(織田信長)의 공격으로 가쓰요리의 뒤를 이은 노부카쓰(信勝)도 모두 멸망하였다(덴모쿠 산 전투). 도쿠가와 이에야스의 계획으로 처음에는 다케다 집안의 가신 아나야마 노부하루(穴山信治, 다케다 노부하루)가 잇게 되었으나, 훗날 이에야스 자신의 다섯째 아들인 후쿠마쓰마루(福松丸)에게 다케다 노부요시(武田信吉)라는 이름으로 가독을 잇게 하였다. 그러나 이후 집안은 단절되었다.

### 에도 시대
덴모쿠 산 전투 이후 신겐의 차남인 류호(竜芳, 운노 노부치카)의 아들 노부미치(信道)는 오다 씨에 의한 다케다 잔당 색출 사냥으로부터 도망쳤다. 그 뒤 노부미치는 오쿠보 나가요시 사건(大久保長安事件)에 휘말려 이즈 오시마(伊豆大島)로 유배되었으나 그 아들 노부마사(信正)의 대에 사면되어 겐로쿠(元禄) 13년(1700년) 막부 신하로 고케(高家)로 출사했다. 다만 이 가계는 에도 시대에 다케다 노부야스(武田信安)의 양자로 노부아키(信明)를, 메이지 시대(明治時代)에 같은 뿌리를 둔 야나기사와 씨(柳澤氏)로부터 양자를 들였다고는 하지만 어쨌든 다른 집안으로부터 양자를 들여 가독을 이었기에, 신겐의 피를 이은 것은 아니다.
막부 말기에는 고게 다케다 가의 가록은 500석이었다. 당주 다케다 다카노부(武田崇信)는 안세이(安政) 4년(1857년)부터 오쿠고게(奥高家)의 반열에 들었는데, 다른 고게와 마찬가지로 미리 조정에 귀순하여 영지를 안도받았고 막부 신하에서 조정의 신하로 전향해 중대부(中大夫) 자리를 받게 되었다.
이 고게 다케다 이외에도 계보가 있어서 신겐의 다섯째 아들 니시나 모리노부(仁科盛信)의 장남 노부모토(信基)와 차남 노부사다(信貞)가 도쿠가와(徳川)의 하타모토(旗本)로 출사하여 두 집안 모두 현대까지 계보를 전하고 있다(노부사다는 다케다로 복성하였다). 신겐의 일곱째 아들 야스다 노부키요(安田信清)는 자형인 우에스기 가게카쓰(上杉景勝)에게로 달아나서 훗날 다케다 성을 회복해 대대로 그 집안에 출사하여 남계 후손은 단절되었어도 여계로 현대까지 존속하고 있다. 신겐의 동생 가와쿠도 노부자네(河窪信実)의 아들 노부토시(信俊)는 이에야스(家康)에게 하타모토로 출사하였고, 이쪽 역시 훗날 다케다 성을 회복했다.
또한 신겐의 적남 노부요시의 아들로 하카리자(秤座) ・ 깃카와 슈즈이 가(吉川守隨家)를 이은 슈즈이 노부요시(守隨信義) 계보도 1943년까지는 존재했다.

### 메이지 유신 이후
메이지 유신(明治維新) 이후 다케다 씨는 모두 사족(士族)으로 편입되었다. 고게 다케다 가는 당주 다케다 타카노부는 1874년(메이지 7년) 사망하고 양자(도야마 가게타카의 다섯째 아들) 다케다 노부토(武田信任)가 집안을 이었다.
1884년(메이지 17년) 화족령(華族令)으로 화족(華族)이 오작제(五爵制)가 될 때 정해진 『서작내규』(叙爵内規)의 전단계 안인 『화족령』안이나 『서작규칙』(叙爵規則)안에서는 고게가 交代寄合와 함께 남작(男爵)에 포함되어, 옛 고게인 다케다 가도 남작 작위를 받을 집안으로 거명되었으나, 최종적으로는 『서작내규』에서 고게도 交代寄合도 모두 서작 대상에서 제외하기로 되어 사족인 채 머무른다.
1915년(다이쇼 4년) 다이쇼 덴노(大正天皇)의 어대전(御大典)을 계기로 신겐이 종3위 관위가 추서될 때, 당시의 당주 다케다 노부야스(武田信保)에게 신겐에 대한 위기선명(位記宣命)이 전해졌다. 이후 이 가계가 신겐과 가장 가까운 정통으로 인정받아, 현대의 당주 다케다 히데노부(武田英信)에 이르기까지 집안이 이어지고 있다.

## 세이와 겐지 요시미쓰류 역대 당주
1. 미나모토노 요시미쓰 (미나모토노 요리요시의 아들)
2. 미나모토노 요시키요 (미나모토노 요시미쓰의 아들)
3. 미나모토노 기요미쓰 (미나모토노 요시키요의 아들)